# Teer franjekelkje
Het teer franjekelkje (Lachnum tenuissimum, synoniem: Dasyscyphus pudicellus) is een schimmel behorend tot de familie Hyaloscyphaceae. Het leeft saprotroof op dode stengels van grassen als  struisriet (Calamagrostis), Molinia en riet (Phragmites australis) en zeggesoorten (Carex) in vochtige biotopen.

## Kenmerken
De asci meten 30-33 × 3,5-4 µm. De ascosporen meten 6,5-9 (11) × 1,5-2 en hebben een ronde apex.

## Verspreiding
In Nederland komt het teer franjekelkje zeldzaam voor. Het staat niet op de rode lijst en is niet bedreigd.